# Abu Taixufín I
Abu-Taixufín (I) Abd-ar-Rahman ibn Abi-Hammú o, més senzillament, Abu-Taixufín I (àrab: أبو تاشفين, Abū Tāxufīn) (1293-1337) fou el cinquè emir de la dinastia abdalwadita de Tlemcen. Fou proclamat el 23 de juliol de 1318 després de l'assassinat del seu pare Abu-Hammú I, que l'havia maltractat repetidament.
Va enviar a l'exili a l'Àndalus a tots els seus parents que podien presentar reclamacions al tron i així es va quedar amb les mans lliures per anar a assetjar Constantina i Bugia per estendre el seu regne cap a l'est. Entre 1319 i 1330 el sobirà abdalwadita va atacar cada any territori hàfsida i finalment l'emir de Tunis es va lliurar de l'amenaça signant una aliança amb els marínides de Fes, dels quals l'hereu presumpte (Abu-l-Hàssan) es va casar amb una filla de l'emir hàfsida.
Els marínides van envair l'emirat de Tlemcen i el van ocupar el 1335 deixant assetjada la capital. El setge va persistir durant dos anys i finalment el 2 de maig de 1337 la ciutat fou conquerida. Abu-Taixufín I va morir a la lluita final.